# Обратная параболическая интерполяция
Обратная параболическая интерполяция — итерационный  численный метод нахождения корня уравнения {\displaystyle f(x)=0}, где {\displaystyle f(x)} — непрерывная функция одной переменной. Идея метода состоит в параболической интерполяции функции по трём точкам. Но в отличие от метода Мюллера интерполируется функция обратная к {\displaystyle f(x)}. Метод эффективнее более простых методов, если функция дважды дифференцируема. Алгоритм используется в качестве составной части популярного метода Брента.

## Метод
Алгоритм обратной параболической интерполяции задаётся  рекуррентной формулой:
{\displaystyle x_{n+1}={\frac {f_{n-1}f_{n}}{(f_{n-2}-f_{n-1})(f_{n-2}-f_{n})}}x_{n-2}+{\frac {f_{n-2}f_{n}}{(f_{n-1}-f_{n-2})(f_{n-1}-f_{n})}}x_{n-1}}
{\displaystyle {}+{\frac {f_{n-2}f_{n-1}}{(f_{n}-f_{n-2})(f_{n}-f_{n-1})}}x_{n},}
где {\displaystyle f_{k}=f(x_{k})}. Как следует из формулы, для начала вычислений необходимы три начальные точки {\displaystyle x_{0},x_{1},x_{2}} и желательно, но не обязательно, чтобы корень находился в задаваемом ими отрезке.

## Доказательство формулы метода
Рассмотрим три точки {\displaystyle x_{n-2},x_{n-1},x_{n}} как значения функции от аргументов {\displaystyle f_{n-2},f_{n-1},f(n)}. Интерполяционный многочлен Лагранжа для этих точек будет выглядеть следующим образом
{\displaystyle f^{-1}(y)={\frac {(y-f_{n-1})(y-f_{n})}{(f_{n-2}-f_{n-1})(f_{n-2}-f_{n})}}x_{n-2}+{\frac {(y-f_{n-2})(y-f_{n})}{(f_{n-1}-f_{n-2})(f_{n-1}-f_{n})}}x_{n-1}}
{\displaystyle {}+{\frac {(y-f_{n-2})(y-f_{n-1})}{(f_{n}-f_{n-2})(f_{n}-f_{n-1})}}x_{n}.}
Поскольку мы ищем корень {\displaystyle f(x)} , то {\displaystyle y=f(x)=0} и эта замена даёт искомую рекуррентную формулу.

## Сходимость
Если функция достаточно гладкая, начальные точки близки к корню и корень не является экстремумом, то метод сходится очень быстро. Порядок асимптотической сходимости метода около 1,8. Однако иногда метод не эффективен или вообще не приводит к результату. В частности, если два значения функции случайно совпали, то продолжение итераций невозможно. Этот недостаток устраняется комбинированием метода с более робастными методами меньшей скорости сходимости, что, в частности, сделано в методе Брента.

## Сравнение с другими методами
Обратная параболическая интерполяция тесно связана с методом Мюллера, который имеет примерно такой же порядок сходимости и с  методом секущих, порядок сходимости которого меньше. В отличие от метода Ньютона, который имеет большую скорость сходимости (2), метод не требует вычисления производных.